# Elysia velutinus
Elysia velutinus is een slakkensoort uit de familie van de Plakobranchidae. De wetenschappelijke naam van de soort is voor het eerst geldig gepubliceerd in 1947 door Pruvot-Fol.